# Литва на летних Олимпийских играх 2000
Литва принимала участие в Летних Олимпийских играх 2000 года в Сиднее (Австралия) в пятый раз за свою историю, и завоевала три бронзовые и две золотые медали. Сборную страны представляли 61 участник, из которых 21 женщина.

## Медалисты
| Медаль | Спортсмен | Вид спорта           | Дисциплина                      |
| ------ | --- | -------------------- | ------------------------------- |
| Золото | Виргилиюс Алекна | Лёгкая атлетика      | Мужчины, метание диска          |
| Золото | Дайна Гудзиневичюте | Стрельба             | Женщины, трап                   |
| Бронза | Диана Жилюте | Велоспорт            | Женщины, групповая гонка 200 км |
| Бронза | Кристина Поплавская Бируте Шакицкене | Академическая гребля | Женщины, двойки парные          |
| Бронза | Саулюс Штомбергас Миндаугас Тиминскас Эурелиюс Жукаускас Дарюс Масколюнас Рамунас Шишкаускас Дарюс Сонгайла Шарунас Ясикявичюс Кястутис Марчюлёнис Томас Масюлис Дайнюс Адомайтис Гинтарас Эйникис Андрюс Гедрайтис | Баскетбол            | Мужчины                         |

## Состав сборной
Академическая гребля
1. Бируте Шакицкене
2. Кристина Поплавская

 Баскетбол
1. Дайнюс Адомайтис
2. Андрюс Гедрайтис
3. Эурелиюс Жукаускас
4. Кястутис Марчюлёнис
5. Дарюс Масколюнас
6. Томас Масюлис
7. Дарюс Сонгайла
8. Миндаугас Тиминскас
9. Рамунас Шишкаускас
10. Саулюс Штомбергас
11. Гинтарас Эйникис
12. Шарунас Ясикявичюс

 Бокс
1. Видас Бичюлайтис
2. Иван Стапович

 Борьба
Греко-римская борьба
1. Миндаугас Ежерскис

Вольный стиль
1. Ричардас Паулюконис

Велоспорт
 Шоссейный велоспорт
1. Артурас Каспутис
2. Ремигиюс Лупейкис
3. Раймондас Румшас
4. Саулюс Шаркаускас
5. Диана Жилюте
6. Раса Поликевичюте
7. Эдита Пучинскайте

 Трековый велоспорт
1. Рита Мажейките

Гребля на байдарках и каноэ
 Гребля на гладкой воде
1. Эгидиюс Бальчюнас
2. Альвидас Дуонела
3. Вайдас Мизерас

 Дзюдо
1. Марюс Пашкевичюс

 Лёгкая атлетика
1. Виргилиюс Алекна
2. Томас Бардаускас
3. Даугвинас Зуюс
4. Саулюс Клейза
5. Вацлавас Кидикас
6. Йонас Мотеюнас
7. Ромас Убартас
8. Арунас Юркшас
9. Агне Висоцкайте
10. Рената Густайтите
11. Инга Юодешкене
12. Неле Жилинскене
13. Соната Милушуаскайте
14. Жана Минина
15. Ирина Краковяк
16. Рита Раманаускайте
17. Кристина Салтанович
18. Аустра Скуйите

 Настольный теннис
1. Рута Пашкаускене
2. Иоланта Прусене

 Парусный спорт
1. Гедрюс Гужис

 Плавание
1. Саулюс Бинявичюс
2. Роландас Гимбутис
3. Дарюс Григалёнис
4. Минвидас Пацкявичюс
5. Арунас Савицкас
6. Юрате Ладавичюте

 Современное пятиборье
1. Андрей Заднепровский

 Спортивная гимнастика
1. Юлия Ковалёва

 Стрельба
1. Дайна Гудзиневичюте

 Тяжёлая атлетика
1. Рамунас Вишняускас

## Результаты соревнований

### Академическая гребля
Спортсменов — 2
В следующий раунд из каждого заезда проходят несколько лучших экипажей (в зависимости от дисциплины). В утешительный заезд попадают спортсмены, выбывшие в предварительном раунде. В финал A выходят 6 сильнейших экипажей, остальные разыгрывают места в утешительных финалах B и C.
Женщины
| Соревнование  | Спортсмены                           | Отборочная гонка | Отборочная гонка | Утешительный заезд | Утешительный заезд | Полуфинал | Полуфинал | Финал   | Финал   | Итоговое место |
| Соревнование  | Спортсмены                           | Время            | Место            | Время              | Место              | Время     | Место     | Время   | Место   | Итоговое место |
| ------------- | ------------------------------------ | ---------------- | ---------------- | ------------------ | ------------------ | --------- | --------- | ------- | ------- | -------------- |
| Двойки парные | Кристина Поплавская Бируте Шакицкене | 7:13,04          | 2                | 7:08,18            | 1 (Q)              |           |           | Финал A | Финал A | 3              |
| Двойки парные | Кристина Поплавская Бируте Шакицкене | 7:13,04          | 2                | 7:08,18            | 1 (Q)              | 7:01,71   | 3         |         |         | 3              |

### Плавание
Спортсменов — 5
В следующий раунд на каждой дистанции проходили лучшие спортсмены по времени, независимо от места занятого в своём заплыве.
Мужчины
| Спортсмен                                                              | Соревнование          | Предварительные заплывы | Предварительные заплывы | Полуфиналы | Полуфиналы | Финал     | Финал     |
| Спортсмен                                                              | Соревнование          | Результат               | Место                   | Результат  | Место      | Результат | Место     |
| ---------------------------------------------------------------------- | --------------------- | ----------------------- | ----------------------- | ---------- | ---------- | --------- | --------- |
| Арунас Савицкас                                                        | 200 м вольный стиль   | 1:52,02                 | 22                      | Не прошёл  | Не прошёл  | Не прошёл | Не прошёл |
| Дариус Григалионис                                                     | 100 м на спине        | 56,47                   | 24                      | Не прошёл  | Не прошёл  | Не прошёл | Не прошёл |
| Арунас Савицкас Минвидас Паскевичюс Саулюс Биневичюс Роландас Гимбутис | 4х100 м вольный стиль | 3:23,68                 | 16                      |            |            | Не прошли | Не прошли |